# Deparia japonica
Deparia japonica är en majbräkenväxtart som först beskrevs av Carl Peter Thunberg och som fick sitt nu gällande namn av Masahiro Kato.
Deparia japonica ingår i släktet Deparia och familjen Athyriaceae. Utöver nominatformen finns också underarten Deparia japonica variegata.

## Bildgalleri

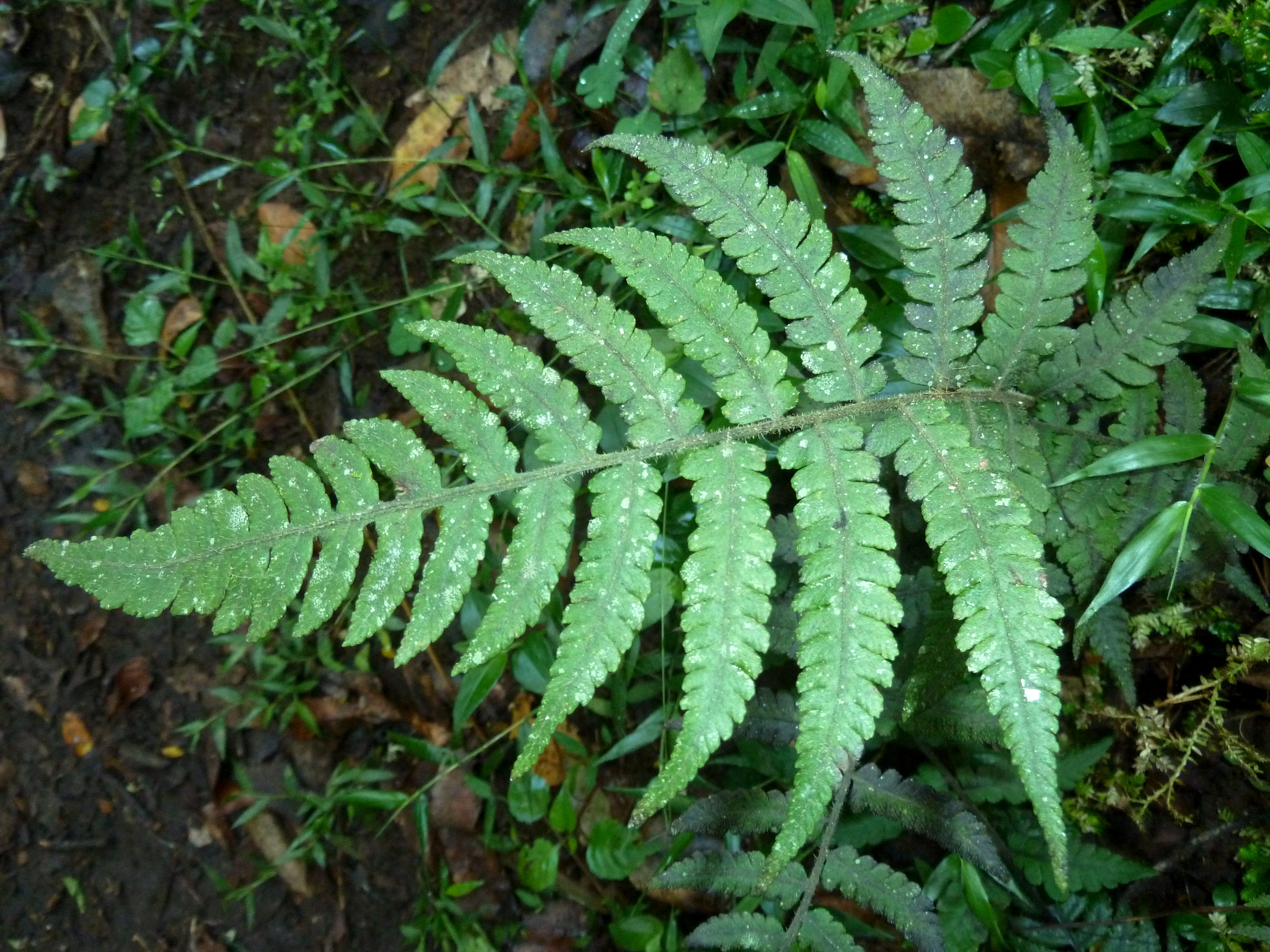
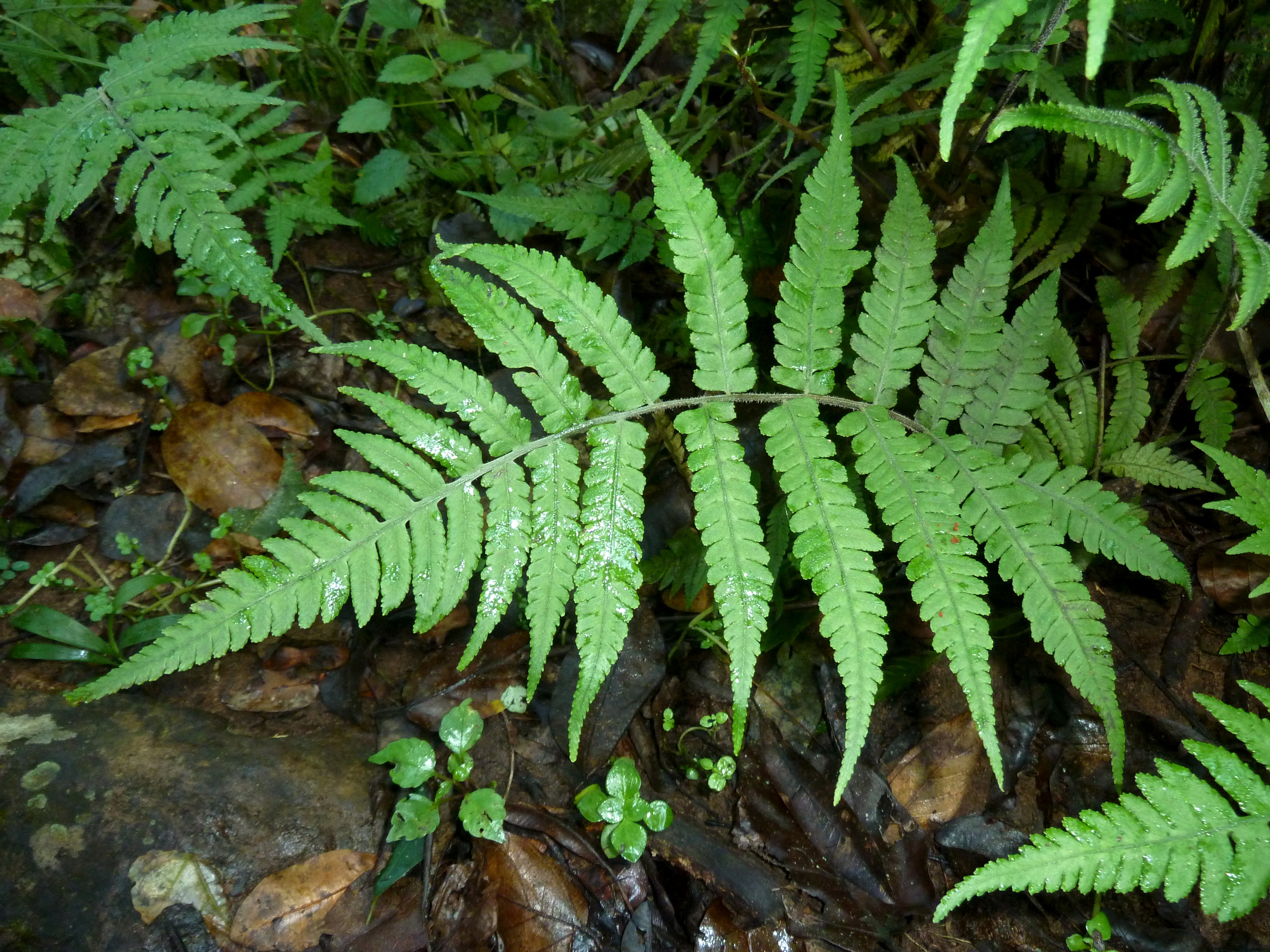
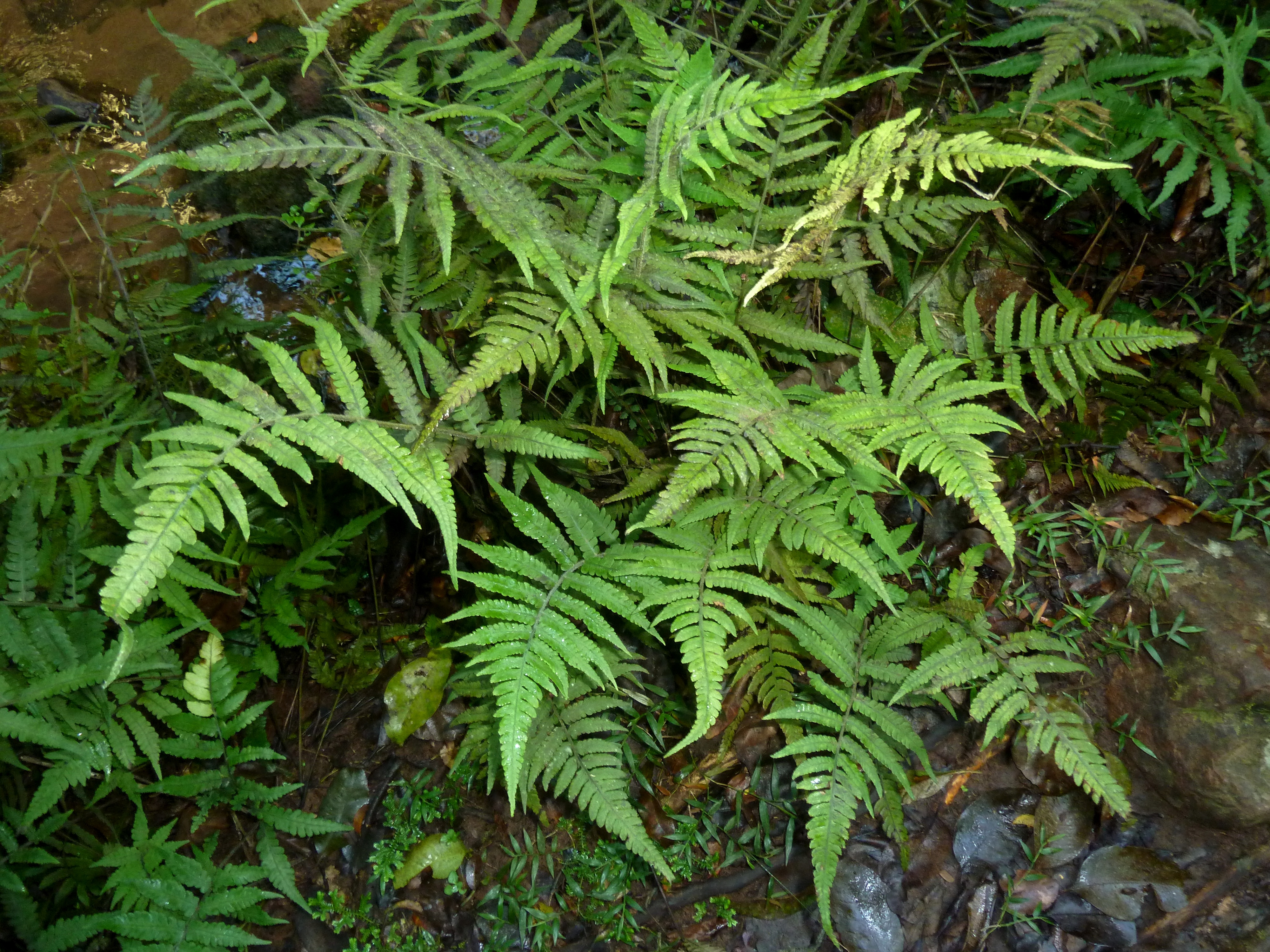
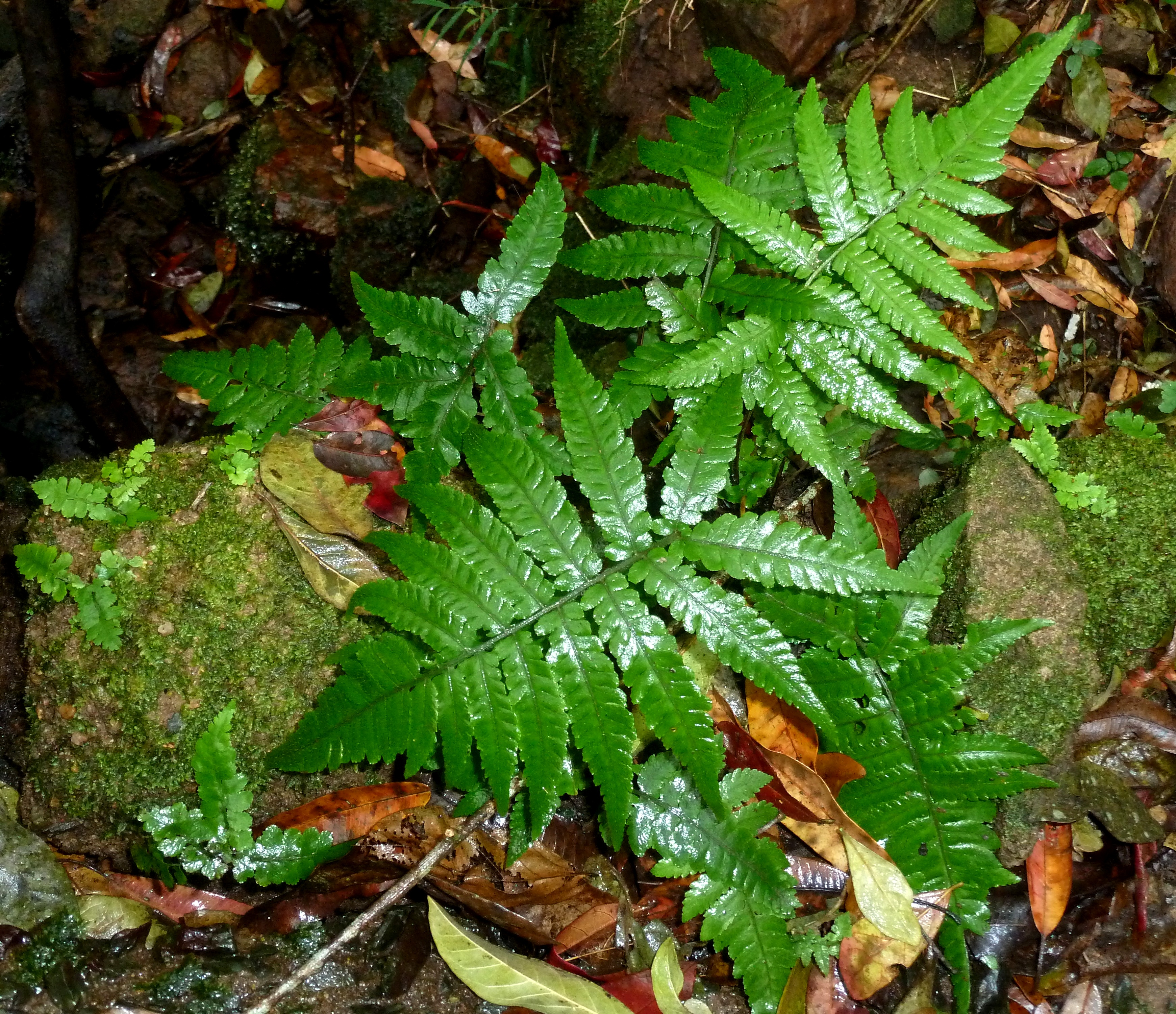
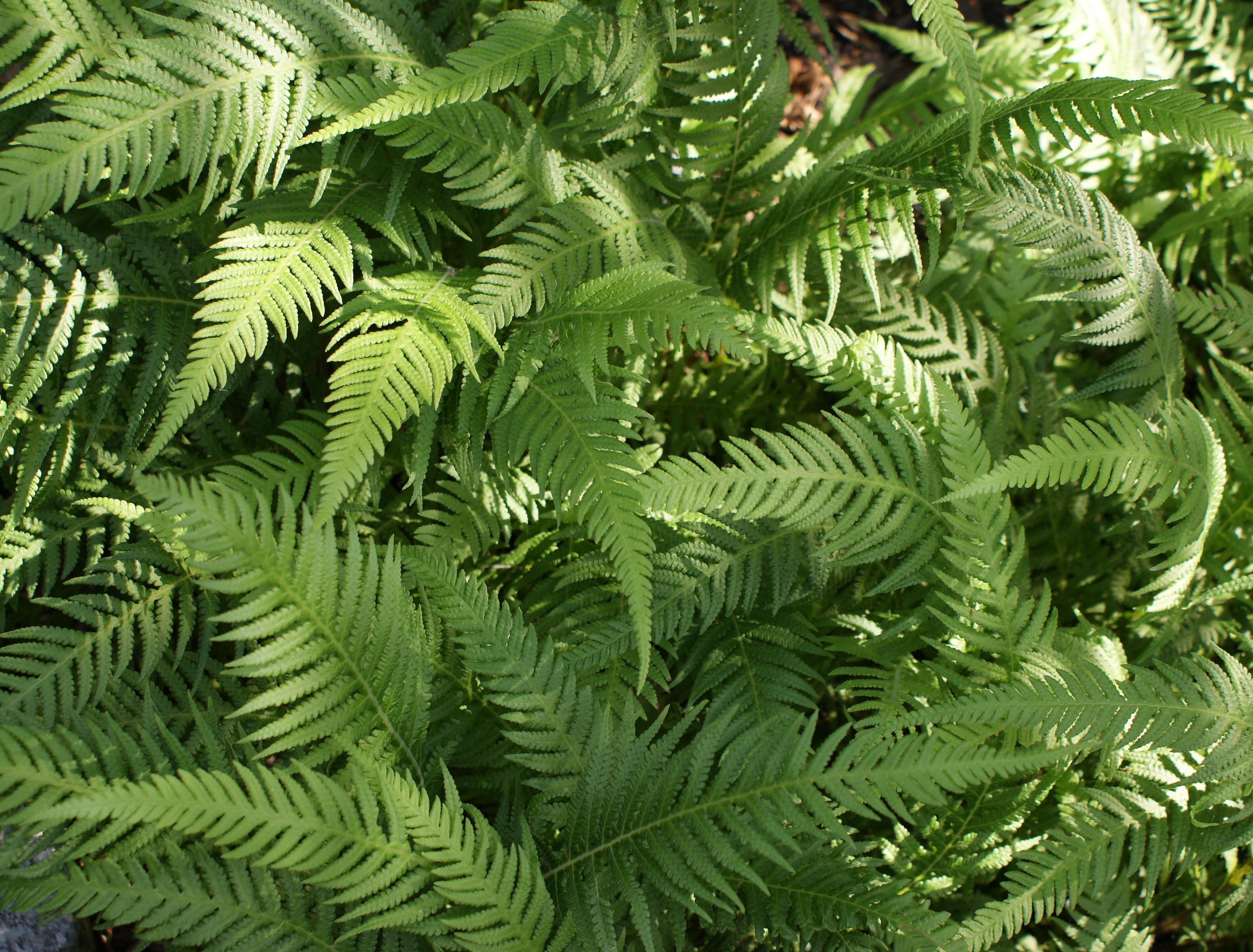
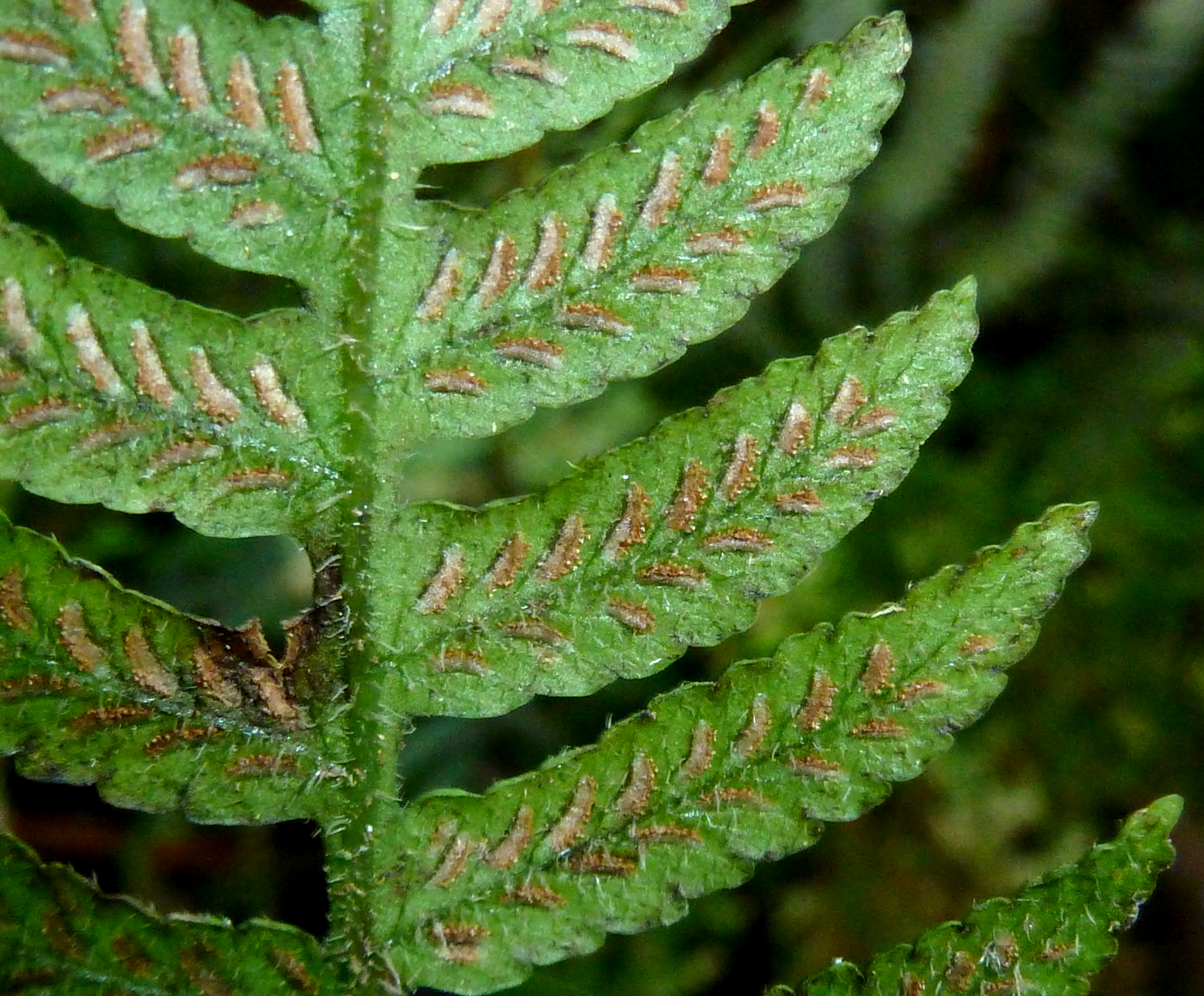